# ヤナギラン
ヤナギラン（柳蘭、学名：Chamerion angustifolium）は、アカバナ科ヤナギラン属の多年草。アカバナ属に属しているとされることがある。

## 特徴

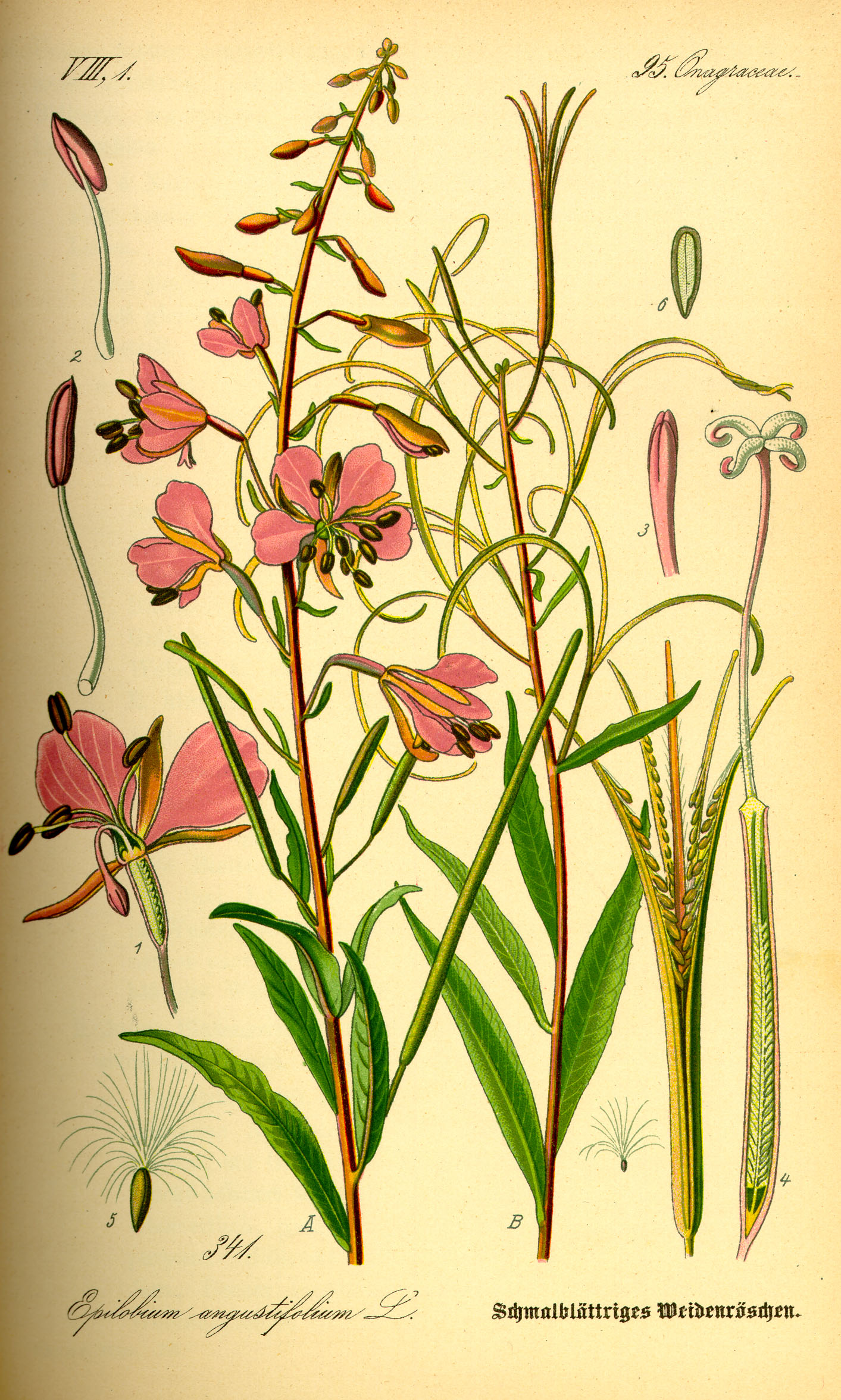
各部のスケッチ

やや薄い緑色または薄紅紫色を帯びた茎は高さ0.5-1.5 mで、ほとんど枝分れせずまっすぐ上に伸びる。葉は互生し、総状花序に濃紫色の花が下から順に咲く。長さ1-1.5 cmの花弁は4個で、雄しべは8個、開花時期は7-9月。果実は細長く、白い綿毛を付けた種子が飛び散る。ベニスズメの幼虫の食草の一つである。
和名の由来は、葉が柳に似ていて、花をランにたとえたことによる。花言葉は、「集中する」と「焦点」。
山野草として苗が販売されている。実生・株分け・挿し木により増やすことができる。

## 分布
ヨーロッパ・アジア・北アメリカなどの北半球の温帯地域や寒地に広く分布し、北米の針葉樹林帯の山火事跡に大群落となることがあり「Fire weed」と呼ばれている。カナダユーコン準州の「準州の花」であり、フィンランド南ポフヤンマー県の県花である。基準標本は北ヨーロッパのもの。
日本では北海道・本州以北の亜高山帯から山地帯の草地や礫地に分布する。山火事の跡地・森林の伐採跡地・林道沿いの湿った草地などに群落をつくることが多い。山小屋周辺やスキー場などの裸地にいち早く侵入するが、土壌が安定し他の植物が生育することにより群落が絶えてしまうことがある。

### 自治体指定の花
以下の自治体の指定の花である。
- ユーコン準州 - カナダ
- 南ポフヤンマー県 - フィンランド
- 高根村 (岐阜県) - 2005年2月1日に岐阜県高山市へ合併編入

### 日本の群生地
田中澄江が『花の百名山』の著書で霧ヶ峰を代表する花の一つ、「新・花の百名山」で蓼科山を代表する花の一つとして紹介した。尾瀬沼の畔の大江湿原の北川にあるこんもりとした丘が『ヤナギランの丘』と呼ばれている。群馬県片品村の武尊牧場の群生地では、夏期に「ヤナギランまつり」が開催されている。野沢温泉スキー場の標高1,450 mの上ノ平高原では、夏期に30,000株のヤナギランの花が咲き「ヤナギランガーデン」と呼ばれている。

## 近縁種
- ウスゲナギラン（薄毛柳蘭　Chamerion angustifolium subsp. circumvagum）
- ヒメヤナギラン（姫柳蘭　Chamerion latifolium 、別名：キタダケヤナギラン）

## 種の保全状態評価
日本の以下の都道府県で、レッドリストの指定を受けている。
- 絶滅 - 東京都南多摩（西多摩は絶滅危惧II類）[11]、愛知県（分布の南限にあり過去に採集された標本があるが、現存が確認できない）[12]
- 絶滅危惧II類 - 秋田県、山形県、宮城県、埼玉県（秩父市の亜高山帯に分布する）[13]
- 準絶滅危惧（NT） - 栃木県

## 食経験
ヨーロッパを中心に前立腺肥大症や失禁、炎症緩和のための薬用ハーブ茶として親しまれてきた。日本でも健康食品向けの素材として販売されている。
ヤナギランに含まれるエラグタンニンの一種であるエノテインBという成分は近年臨床試験が実施され、前立腺肥大症や夜尿症緩和や、vivo試験で長寿効果が報告されている。

## 化粧品原料として
LUCAS MEYER COSMETICS社が、Defenscalpという名称でヤナギランエキス含有の原料を開発・供給している。ヤナギランのマーカー成分である「エノテインB」は5α-リダクターゼ活性阻害作用により、皮脂の産生と蓄積を予防することが報告されており、頭髪ケアのシャンプーや化粧品の原材料として知られている。

## 関連画像
|              |              |              |      |
| 群落・北沢峠 | 花と蕾・北岳 | 開花後の綿毛 | 種子 |